# Va, vis et deviens
Um herói do nosso tempo (Brasil) / Vai e Vive (Portugal) (Vas, vis et deviens) é um filme do diretor romeno-israelense Radu Mihaileanu.

## Sinopse
O filme é sobre a vida de um menino negro cristão, vivido por Moshe Agazai, que vive na Etiópia e se passa por judeu a fim de ir para Israel e ter uma vida melhor. Sua mãe o manda com uma mãe "postiça" judia, Hana, pois apenas os etíopes judeus poderiam ir para Israel de acordo com a Lei do retorno, que permite qualquer judeu de qualquer país retornar a Israel e lá estabelecer-se. Ela foi adotada em 1950, logo após o fim da Segunda Guerra Mundial e da fundação do Estado de Israel. Apesar de tal lei estabelecer Israel como o lar de todo o povo judeu, muitos povos sofrem preconceito, como é no caso dos etíopes judaicos, conhecidos como Falashas. Esse é um nome pejorativo dado pelos etíopes não judeus que significa "exilado", "estranho".
Os etíopes judeus são da linhagem do Rei Salomão e da Rainha de Sabá. Ela é uma rainha negra e seu nome na Etiópia significa grandeza. Eles foram os responsáveis pela lei mosaica na Etiópia. Porém, muitos judeus foram convertidos ao cristianismo. Em 1984, milhares de etíopes andaram quilômetros para chegar ao Sudão e de lá a Israel, fugindo da guerra contra a Eritreia e do governo do ditador Mengistu, de ideologia socialista. Mesmo com a Operação Moisés, na qual milhares de judeus foram levados da África para Israel com a ajuda dos Estados Unidos, metade morreu no caminho. Porém, Scholomo, o protagonista, foi um dos poucos que sobreviveram.

## Elenco
- Yaël Abecassis.... Yaël Harrari
- Roschdy Zem.... Yoram Harrari
- Moshe Agazai.... Schlomo (criança)
- Moshe Abebe.... Schlomo (adolescente)
- Sirak M. Sabahat.... Schlomo (adulto)
- Roni Hadar.... Sarah
- Yitzhak Edgar.... Qès Amrah
- Rami Danon.... Papy

## Premiações
- Festival de Berlim

Melhor filme: Grande Prêmio do Júri, Grande Prêmio do Público e Prêmio do Júri Ecumênico.
- Festival de Copenhague

Melhor filme e Melhor Roteiro.
- 4 indicações ao César

Melhor Filme, Melhor Diretor, Melhor Roteiro Original e Melhor Trilha Sonora.

## Ficha técnica
- Título Original: Va, Vis et Deviens
- Gênero: Drama
- Tempo de Duração: 140 minutos
- Ano de Lançamento (França / Bélgica/ Israel / Itália): 2005
- Distribuição: ArtFilms
- Direção: Radu Mihaileanu Título Original: Va, Vis et Deviens
- Site Oficial: www.vavisetdeviens-lefilm.com
- Estúdio: Canal+ / France 3 Cinéma / Eurimages / RTL-TVi / Ciné Cinémas / Elzévir Films / Oï Oï Oï Productions / Cattleya / K2 SA / Transfax Film Productions / Centre National de la Cinématographie / *Medusa Film S.p.a. / Kiosque / Backup Films
- Roteiro: Alain-Michel Blanc e Radu Mihaileanu
- Produção: Denis Carot, Marie Masmonteil, Marek Rozenbaum, Radu Mihaileanu e Itai Tamir
- Música: Armand Amar
- Fotografia: Rémy Chevrin
- Desenho de Produção: Eitan Levi
- Figurino: Rona Doron
- Edição: Ludo Troch